# Spatalla argentea
Spatalla argentea är en tvåhjärtbladig växtart som beskrevs av Rourke. Spatalla argentea ingår i släktet Spatalla och familjen Proteaceae. Inga underarter finns listade i Catalogue of Life.